# Diamesa cinerella
Diamesa cinerella är en tvåvingeart som beskrevs av Johann Wilhelm Meigen 1835. Diamesa cinerella ingår i släktet Diamesa och familjen fjädermyggor. Arten är reproducerande i Sverige. Inga underarter finns listade i Catalogue of Life.